# بني عيسى (بني بتاو)
بني عيسى هي إحدى مشيخات المملكة المغربية، تتبع جغرافيا لإقليم خريبكة وإداريًا لبني بتاو. يقدر عدد سكانها بـ 1463 نسمة حسب الإحصاء الرسمي للسكان والسكنى لسنة 2004.